# Мостище (місцевість у Гостомелі)

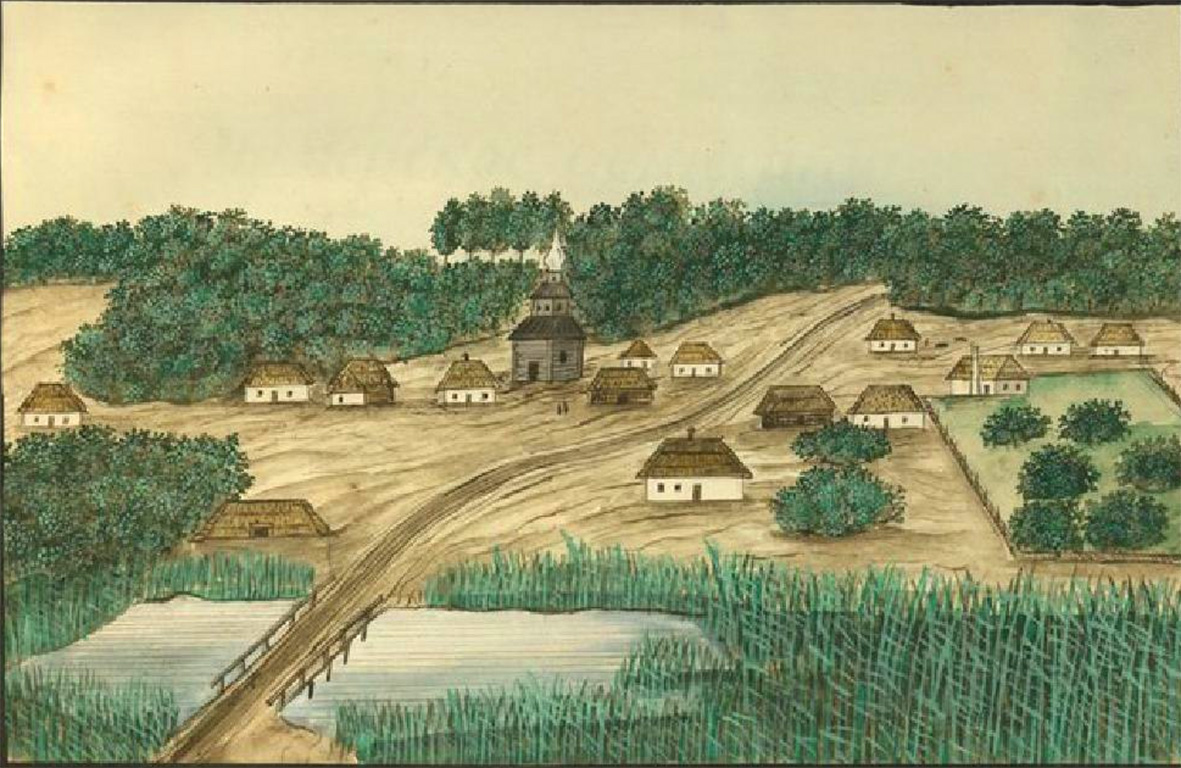
Де ля Фліз. Мостище (1854)

Мостище — колишнє село на правому березі річки Ірпінь, яке у 1972 році увійшло до складу селища міського типу Гостомель. Тепер історична місцевість у Гостомелі.
Перша писемна згадка про Мостище сягає 1634 р., коли село у своїх мемуарах згадував монах Київського домініканського монастиря Розвідовський. Подальші записи свідчать, що Мостище дійсно було засноване монахами саме цього монастиря. Мешканці села у складі Макарівської сотні Київського полку брали участь у визвольній війні під проводом Богдана Хмельницького.
З універсалу Богдана Хмельницького про передачу маєтків Домініканського монастиря Братському монастирю (1651 р.) видно, що село Мостища лежить над річками Ірпінем і Котором.
Містечко Мостище (на той час порожнє, власник — Печерський монастир) фігурує в описі Київської округи 1686 р., при цьому згадується міст через Ірпінь (на якому «сбирают мостовое на Киев, казацкого сотника Сави Туптала»).
Мостище показано як село на правому березі Ірпеня на карті Київського повіту 1790-х років
Метричні книги, клірові відомості, сповідні розписи церкви св. Андрія Первозванного Мостища із приписними селами Горянка, Папірня, Мощун, Ірпінь (1917) XVIII ст. — Київської сотні і повіту, з 1781 р. Київського повіт і намісництво, з 1797 р. Київського повіту і губернії; ХІХ ст. — Гостомельської волості Київського повіту Київської губернії зберігаються в ЦДІАК України